# Grand Prix d'été de saut à ski 2015
Navigation
Édition précédente Édition suivante
L'édition 2015 du Grand Prix d'été de saut à ski se déroule du 31 juillet au 27 septembre 2015.

## Grand Prix masculin

### Calendrier et podiums
| Date              | Lieu         | Épreuve           | Vainqueur                                                                    | Deuxième                                                                      | Troisième                                                                         |
| ----------------- | ------------ | ----------------- | ---------------------------------------------------------------------------- | ----------------------------------------------------------------------------- | --------------------------------------------------------------------------------- |
| 31 juillet 2015   | Wisła        | Par équipe HS 134 | Pologne- Maciej Kot - Piotr Zyla - Dawid Kubacki - Kamil Stoch               | Allemagne- Andreas Wank - Stephan Leyhe - Richard Freitag - Andreas Wellinger | Norvège- Johann André Forfang - Kenneth Gangnes - Phillip Sjøen - Anders Fannemel |
| 1er août 2015     | Wisła        | HS 134            | Dawid Kubacki                                                                | Piotr Zyla                                                                    | Kenneth Gangnes                                                                   |
| 7 août 2015       | Hinterzarten | Par équipe HS 108 | Allemagne- Severin Freund - Stephan Leyhe - Andreas Wellinger - Andreas Wank | Pologne- Maciej Kot - Piotr Zyla - Dawid Kubacki - Kamil Stoch                | Norvège- Rune Velta - Phillip Sjøen - Kenneth Gangnes - Anders Fannemel           |
| 8 août 2015       | Hinterzarten | HS 108            | Dawid Kubacki                                                                | Severin Freund                                                                | Kento Sakuyama                                                                    |
| 14 août 2015      | Courchevel   | HS 132            | Severin Freund                                                               | Kento Sakuyama                                                                | Peter Prevc                                                                       |
| 15 août 2015      | Einsiedeln   | HS 117            | Severin Freund                                                               | Peter Prevc                                                                   | Kamil Stoch                                                                       |
| 29 août 2015      | Hakuba       | HS 131            | Michael Neumayer                                                             | Robert Kranjec                                                                | Kento Sakuyama                                                                    |
| 30 août 2015      | Hakuba       | HS 131            | Kento Sakuyama                                                               | Taku Takeuchi                                                                 | Jakub Janda                                                                       |
| 5 septembre 2015  | Tchaïkovski  | HS 106            | Kenneth Gangnes                                                              | Robert Kranjec                                                                | Joachim Hauer                                                                     |
| 6 septembre 2015  | Tchaïkovski  | HS 140            | Kenneth Gangnes                                                              | Jan Ziobro                                                                    | Joachim Hauer                                                                     |
| 12 septembre 2015 | Almaty       | HS 140            | Stefan Kraft                                                                 | Robert Kranjec                                                                | Ilmir Hazetdinov                                                                  |
| 13 septembre 2015 | Almaty       | HS 140            | Junshiro Kobayashi                                                           | Stefan Kraft                                                                  | Kento Sakuyama                                                                    |
| 27 septembre 2015 | Hinzenbach   | HS 94             | Gregor Schlierenzauer                                                        | Peter Prevc                                                                   | Kenneth Gangnes                                                                   |

### Classement
Classement final  :
| Rang | Nom             | Points |
| ---- | --------------- | ------ |
| 1    | Kento Sakuyama  | 561    |
| 2    | Kenneth Gangnes | 402    |
| 3    | Robert Kranjec  | 349    |
| 4    | Severin Freund  | 325    |
| 5    | Dawid Kubacki   | 281    |
| 6    | Peter Prevc     | 251    |
| 7    | Stefan Kraft    | 240    |
| 8    | Anže Semenič    | 238    |
| 9    | Piotr Zyla      | 232    |
| 9    | Kamil Stoch     | 232    |

## Grand Prix féminin

### Calendrier et podiums
| Date              | Lieu        | Épreuve | Vainqueur      | Deuxième     | Troisième                  |
| ----------------- | ----------- | ------- | -------------- | ------------ | -------------------------- |
| 14 août 2015      | Courchevel  | HS 96   | Sara Takanashi | Yuki Ito     | Daniela Iraschko-Stolz     |
| 5 septembre 2015  | Tchaïkovski | HS 106  | Sara Takanashi | Maren Lundby | Line Jahr                  |
| 6 septembre 2015  | Tchaïkovski | HS 106  | Sara Takanashi | Yuki Ito     | Line Jahr                  |
| 12 septembre 2015 | Almaty      | HS 106  | Sara Takanashi | Nita Englund | Yuki Ito                   |
| 13 septembre 2015 | Almaty      | HS 106  | Sara Takanashi | Yuki Ito     | Jacqueline Seifriedsberger |

### Classement
Classement final :
| Rang | Nom                        | Points |
| ---- | -------------------------- | ------ |
| 1    | Sara Takanashi             | 500    |
| 2    | Yuki Ito                   | 350    |
| 3    | Nita Englund               | 209    |
| 4    | Maren Lundby               | 19     |
| 5    | Julia Clair                | 187    |
| 6    | Line Jahr                  | 184    |
| 7    | Spela Rogelj               | 180    |
| 8    | Irina Avvakumova           | 154    |
| 9    | Jacqueline Seifriedsberger | 150    |
| 10   | Sofya Tikhonova            | 140    |